# Municipio de Richland (condado de Franklin)
El municipio de Richland (en inglés: Richland Township) es un municipio ubicado en el condado de Franklin en el estado estadounidense de Iowa. En el año 2010 tenía una población de 219 habitantes y una densidad poblacional de 2,31 personas por km².

## Geografía
El municipio de Richland se encuentra ubicado en las coordenadas 42°51′48″N 93°19′15″O / 42.86333, -93.32083. Según la Oficina del Censo de los Estados Unidos, el municipio tiene una superficie total de 94.89 km², de la cual 94,89 km² corresponden a tierra firme y (0 %) 0 km² es agua.

## Demografía
Según el censo de 2010, había 219 personas residiendo en el municipio de Richland. La densidad de población era de 2,31 hab./km². De los 219 habitantes, el municipio de Richland estaba compuesto por el 98,17 % blancos y el 1,83 % eran de una mezcla de razas. Del total de la población el 5,48 % eran hispanos o latinos de cualquier raza.